# Лук змеелистный
Лук змеелистный (лат. Allium ophiophyllum) — многолетнее травянистое растение, вид рода Лук (Allium) семейства Луковые (Alliaceae).

## Распространение и экология
В природе ареал вида охватывает Памиро-Алай. Эндемик.
Произрастает на выходах пестроцветных пород.

## Ботаническое описание
Луковица яйцевидная, диаметром около 1 см, наружные оболочки коричневые, почти кожистые, с неясно сетчатыми жилками, на верхушке и у основания более менее разорванные на бахромки. Луковички немногочисленные, соломенно-жёлтые, с параллельными жилками. Стебель высотой 10—40 см, тонкий, при основании одетый гладкими, сближенными влагалищами листьев.
Листья в числе трёх—четырёх, шириной 1—1,5 мм, цилиндрические, дудчатые, сизые, спирально, часто почти улиткообразно, скрученные, гладкие или слегка шероховатые.
Чехол в полтора раза короче зонтика, с очень коротким носиком, остающийся. Зонтик коробочконосный, пучковатый или полушаровидный, обычно немногоцветковый, более менее густой. Цветоножки почто равные, в полтора—два раза длиннее околоцветника, без прицветников. Листочки колокольчатого околоцветника, светло-фиолетовые, с более тёмной жилкой, по отцветаний блестящие, голубоватые, длиной 6—7 мм, тупые, внутренние линейно-продолговатые, немного длиннее ланцетных наружных. Нити тычинок равны или едва короче листочков околоцветника, при основании между собой и с околоцветником сросшиеся, цельные, фиолетовые, наружные треугольно-шиловидные, внутренние узко-треугольные, немного шире наружных. Столбик почти не выдается из околоцветника.
Коробочка в два раза короче околоцветника.

## Таксономия
Вид Лук змеелистный входит в род Лук (Allium) семейства Луковые (Alliaceae) порядка Спаржецветные (Asparagales).
|  |                                      |  |                                                             |                                                             |                   |  | ещё 24 семейства (согласно Системе APG II) | ещё 24 семейства (согласно Системе APG II) |                     |  |  |  | ещё более 870 видов |
|  |                                      |  |                                                             |                                                             |                   |  | ещё 24 семейства (согласно Системе APG II) | ещё 24 семейства (согласно Системе APG II) |                     |  |  |  | ещё более 870 видов |
|  |                                      |  |                                                             | порядок Спаржецветные                                       |                   |  |                                            |                                            | род Лук             |  |  |  |                     |
|  |                                      |  |                                                             | порядок Спаржецветные                                       |                   |  |                                            |                                            | род Лук             |  |  |  |                     |
|  | отдел Цветковые, или Покрытосеменные |  |                                                             |                                                             | семейство Луковые |  |                                            |                                            | вид Лук змеелистный |  |  |  |                     |
|  | отдел Цветковые, или Покрытосеменные |  |                                                             |                                                             | семейство Луковые |  |                                            |                                            |                     |  |  |  |                     |
|  |                                      |  | ещё 44 порядка цветковых растений (согласно Системе APG II) | ещё 44 порядка цветковых растений (согласно Системе APG II) |                   |  |                                            | ещё около 300 родов                        | ещё около 300 родов |  |  |  |                     |
|  |                                      |  |                                                             | ещё 44 порядка цветковых растений (согласно Системе APG II) |                   |  |                                            |                                            | ещё около 300 родов |  |  |  |                     |